# Шёнкирхен-Райерсдорф
Шёнкирхен-Райерсдорф (нем. Schönkirchen-Reyersdorf) — ярмарочная коммуна (нем. Marktgemeinde) в Австрии, в федеральной земле Нижняя Австрия.
Входит в состав округа Гензерндорф. Население составляет 1879 человек (на 31 декабря 2005 года). Занимает площадь 17,88 км². Официальный код — 3 08 52.

## Политическая ситуация
Бургомистр коммуны — Петер Хофингер по результатам выборов 2005 года.
Совет представителей коммуны (нем. Gemeinderat) состоит из 19 мест.
- АНП занимает 11 мест.
- СДПА занимает 7 мест.
- местный список: 1 место.